# 상인천중학교
상인천중학교(上仁川中學校)는 대한민국 인천광역시 남동구 간석동에 있는 공립 중학교이다.

## 학교 연혁
- 1960년 1월 1일 : 인천고등학교 병설 상인천중학교 9학급 인가
- 1960년 4월 6일 : 초대 조현옥 교장 취임(상인천중학교 개교)
- 1969년 10월 23일 : 상인천중학교 30학급 인가
- 1971년 6월 30일 : 현 신축 교사로 이전
- 1979년 2월 15일 : 상인천중학교 45개 학급 인가
- 2018년 7월 12일 : 다목적 강당 청솔관 개관
- 2022년 9월 1일 : 제22대 황경진 교장 취임
- 2024년 2월 7일 : 제62회 졸업식 176명(졸업생 총 수 23,770명)
- 2024년 3월 1일 : 일반 20학급, 특수 1학급 편성(총 21학급)
- 2024년 3월 4일 : 입학식(150명 입학)

## 참고 자료
- 상인천중학교 - 한국교육학술정보원 학교알리미